# Víctor Ocampo
Víctor Modesto Ocampo Vilaza (Montevideo, 15 de junio de 1881-1 de junio de 1959) fue un músico, compositor, fotógrafo y pintor uruguayo que era conocido entre sus familiares y amigos como Vito.

## Biografía
Nació en el Barrio Sur montevideano, en la calle Carlos Gardel 1017, antiguamente llamada Isla de Flores. Sus abuelos que eran parte de ese 25 % de la población africana y afro uruguaya del Montevideo colonial de esos días. Fueron, por línea materna, José Carril y Regina Berro. Y por línea paterna, Ángela Vilaza y Agustín Ocampo que fue un músico congolés, esclavo que en sus primeros años en la ciudad de Montevideo formaba parte de la familia del militar Manuel F. Ocampo. Tempranamente, Agustín compró su libertad y se instaló en las afueras de la ciudad amurallada, en el mismo lugar donde viven sus descendientes hasta los días actuales, formando parte así del grupo de vecinos fundadores de ese primer barrio de Montevideo.
Su madre fue Juana Carril Berro, planchadora. Su padre, León Ángel, cochero y músico que dirigió algunas de las Sociedad de Negros y Salas de Nación que funcionaban en ese barrio, con la finalidad de mantener viva las costumbres africanas entre ellas el candombe. Fue fundador de los famosos Esclavos de Nyanza, comparsa que se destacó por tener las características de las actuales.
El niño Víctor Modesto asistió a la Escuela gratuita para varones Sociedad San Vicente de Paul. Desde pequeño se destacó en el arte de la música y el dibujo. Ayudándolo en su formación artística el maestro italiano, pintor retratista, Juan Peluffo. Y en el campo de la música el excepcional músico afrouruguayo José L. Pérez, militar.

## Formación como fotógrafo
Buscando incrementar su educación fue enviado a Buenos Aires, Argentina, a terminar sus estudios. Allí comenzó trabajando como aprendiz de laboratorio en Fotografía Bixio para luego incorporarse a la afamada casa Fotografía Chandler donde junto a G.W. Chandler (artista y fotógrafo) aprendió el arte de mejorar los retratos, especialmente el retoque de negativos y colorear los retratos.
De vuelta en Montevideo, fundó su estudio fotográfico bajo el nombre Foto Rembrandt en la planta alta de la casa sita en San José 921 desde donde trabajó hasta 1927.

## Obras
Fue el compositor de dos tangos: Queca y Te amo con delirio.
Sus pinturas se han repartido entre familiares y vecinos no conservándose ninguna en instituciones oficiales.